# José Joaquín Rojas
José Joaquín Rojas Gil (Cieza, 2 juni 1985) is een Spaans voormalig wielrenner. In het begin van zijn carrière stond hij vooral bekend als sprinter, later als goed klimmende sprinter. In de nadagen van zijn carrière was hij vooral een waardevolle knecht voor zijn teamgenoten Alejandro Valverde en Nairo Quintana. Na zijn actieve carrière werd hij ploegleider bij Movistar, de ploeg waar hij de laatste zeventien jaar al voor had gereden. Hij is de jongere broer van Mariano Rojas, die in 1996 overleed na een verkeersongeval tijdens een trainingsrit.

## Carrière
Als junior werd Rojas tweemaal nationaal kampioen op de weg.
In 2006 werd Rojas prof bij Liberty Seguros-Würth, nadat hij een jaar eerder al stage had gelopen bij die ploeg. In de Tirreno-Adriatico won hij dat jaar het bergklassement. Vier dagen later maakte hij zijn debuut in een Monument: in Milaan-San Remo finishte hij op plek 99. In 2007 maakte hij de overstap naar Caisse d'Epargne. Zijn debuut voor die ploeg maakte hij in februari op Mallorca, waar hij deelnam aan enkele manches van de Challenge Mallorca. In zowel de Trofeo Mallorca als de Trofeo Cala Millor-Cala Bona eindigde hij op de tweede plek. Zijn eerste overwinning voor de Spaanse ploeg behaalde hij in maart in de openingsrit van de Ronde van Murcia. De leiderstrui die hij daaraan overhield raakte hij in de derde etappe kwijt aan Baden Cooke. Na onder meer een negende plaats in Gent-Wevelgem maakte hij in mei zijn debuut in een Grote Ronde: hij mocht starten in de Ronde van Italië. In de tiende etappe gaf hij echter op.
Rojas maakte in 2009 zijn Tourdebuut. In de zesde etappe, met aankomst in Barcelona, sprintte hij naar de derde plek. In de Ronde van Frankrijk in 2011, waaraan hij als kersvers nationaal kampioen aan deelnam, droeg hij in totaal drie dagen het groen als leider in het puntenklassement. Uiteindelijk werd hij tweede in dat klassement, met een achterstand van 62 punten op Mark Cavendish. Rojas dankte deze klassering aan onder meer acht toptienplaatsen, waarvan driemaal de derde plek.
In 2015 werd bij een medische routinecontrole een hartafwijking, meer specifiek het syndroom van Wolff-Parkinson-White, geconstateerd. Op 18 november onderging Rojas hiervoor een ablatie. Zijn rentree maakte Rojas in januari 2016 in de Tour Down Under, waar hij negende werd in de eerste etappe. In juni van dat jaar werd Rojas voor de tweede maal in zijn carrière nationaal wegkampioen.
Tijdens de Vuelta van 2016 verrichtte hij veel werk voor kopman Nairo Quintana. Hij was er echter niet meer bij toen de Colombiaan met de rode trui naar Madrid reed. Een dag voor het einde moest Rojas opgeven na een zware val. Hij schoof in een afdaling hard onder een vangrail door, maar raakte deze ook. Bij de val liep hij een open scheenbeenbreuk en een gebroken kuitbeen op.

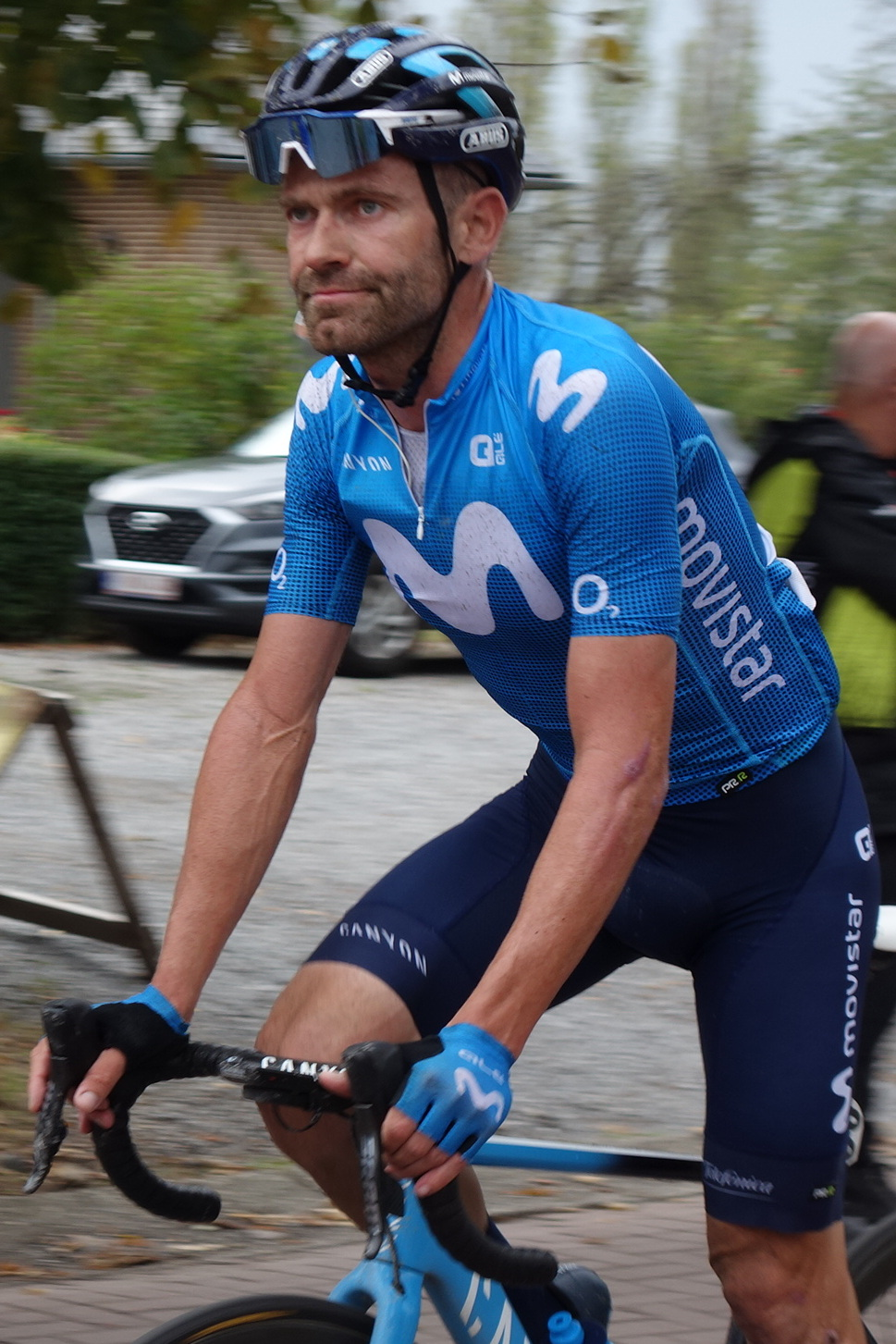
Rojas in 2020

In 2023 beëindigde Rojas als 38-jarige zijn carrière als wielrenner. Hij bleef echter bij zijn ploeg, Movistar, waar hij als ploegleider aan de slag ging. Zijn debuut in de ploegleidersauto maakte hij in februari in de Ronde van de Verenigde Arabische Emiraten.

## Belangrijkste overwinningen
2002
 Spaans kampioen op de weg, Junioren
2003
 Spaans kampioen op de weg, Junioren
2005
Puntenklassement Ronde van Extremadura
2006
Bergklassement Tirreno-Adriatico
2007
1e etappe Ronde van Murcia
Puntenklassement Ronde van Polen
2008
Jongerenklassement Tour Down Under
Trofeo Pollença
2009
Jongerenklassement Tour Down Under
2e etappe Ronde van de Ain
2010
Puntenklassement Vierdaagse van Duinkerke
2011
Trofeo Deià
6e etappe Ronde van Catalonië
 Spaans kampioen op de weg, Elite
2012
1e etappe Ronde van het Baskenland
1e etappe Ronde van Spanje (ploegentijdrit)
2014
1e etappe Ronde van Castilië en León
Puntenklassement Ronde van Castilië en León
2015
1e etappe Ronde van Qatar
2016
 Spaans kampioen op de weg, Elite

## Resultaten in voornaamste wedstrijden
| Jaar | Ronde van Italië | Ronde van Frankrijk | Ronde van Spanje |
| ---- | ---------------- | ------------------- | ---------------- |
| 2006 |                  |                     |                  |
| 2007 | opgave           |                     |                  |
| 2008 |                  |                     |                  |
| 2009 |                  | 84e                 |                  |
| 2010 |                  | 67e                 |                  |
| 2011 |                  | 80e                 |                  |
| 2012 |                  | opgave              | opgave           |
| 2013 |                  | 79e                 |                  |
| 2014 |                  | uitgesloten         |                  |
| 2015 |                  |                     | 43e              |
| 2016 | 49e              |                     | opgave           |
| 2017 | 50e              |                     | 22e              |
| 2018 |                  | opgave              |                  |
| 2019 | 50e              |                     | 30e              |
| 2020 |                  | 70e                 | 32e              |
| 2021 |                  |                     | 56e              |
| 2022 | 69e              |                     | 48e              |
| 2023 | 79e              |                     |                  |

| Jaar | Milaan-San Remo | Gent-Wevelgem | Ronde van Vlaanderen | Parijs-Roubaix | Amstel Gold Race | Luik-Bast.‑Luik | Ronde van Lombardije | Cyclassics Hamburg | Clásica San Sebastián | Bretagne Classic |  | WK op de weg |  | Wereldranglijsten |
| ---- | --------------- | ------------- | -------------------- | -------------- | ---------------- | --------------- | -------------------- | ------------------ | --------------------- | ---------------- |  | ------------ |  | ----------------- |
| 2006 | 100e            | 84e           | 85e                  |                |                  |                 | opgave               |                    |                       | 27e              |  |              |  | 204e (UPT)        |
| 2007 |                 | 9e            | opgave               | 26e            | 96e              | opgave          |                      | 23e                | 32e                   | 25e              |  |              |  | 91e (UPT)         |
| 2008 | 34e             | 7e            |                      | 55e            | 69e              | 63e             |                      | 5e                 |                       | 5e               |  |              |  | 8e (UPT)          |
| 2009 | 69e             | 52e           |                      | opgave         |                  |                 |                      | 12e                |                       |                  |  |              |  | 54e (UWK)         |
| 2010 | 39e             | 33e           | 37e                  | opgave         |                  |                 |                      | 104e               |                       | 5e               |  |              |  | 92e (UWK)         |
| 2011 | 14e             |               | 18e                  | opgave         | 89e              | 56e             |                      | 5e                 | 14e                   | 7e               |  | 61e          |  | 49e (UWT)         |
| 2012 |                 | 69e           |                      |                | 63e              | opgave          |                      |                    |                       |                  |  |              |  | 137e (UWT)        |
| 2013 | 25e             | 29e           | opgave               |                |                  |                 |                      | 4e                 |                       | 12e              |  |              |  | 82e (UWT)         |
| 2014 | opgave          |               |                      |                |                  |                 |                      |                    | opgave                |                  |  |              |  | 75e (UWT)         |
| 2015 | 81e             |               | 34e                  | opgave         | 48e              | 75e             | 24e                  |                    | 79e                   |                  |  |              |  | 126e (UWT)        |
| 2016 |                 |               |                      |                |                  |                 |                      |                    | 81e                   |                  |  |              |  |                   |
| 2017 |                 |               |                      |                | 5e               | 59e             |                      |                    |                       |                  |  | 58e          |  | 94e (UWT)         |
| 2018 |                 |               |                      |                | 68e              | 64e             | opgave               | 15e                |                       | 21e              |  |              |  |                   |
| 2019 |                 |               |                      |                |                  |                 |                      |                    |                       |                  |  | opgave       |  |                   |
| 2020 |                 |               |                      |                |                  |                 |                      |                    |                       |                  |  |              |  |                   |
| 2021 |                 |               |                      |                |                  |                 | 52e                  |                    | 61e                   |                  |  |              |  |                   |
| 2022 |                 |               |                      |                |                  |                 | 69e                  |                    | opgave                |                  |  |              |  |                   |
| 2023 |                 |               |                      |                | 64e              | opgave          |                      |                    | opgave                |                  |  |              |  |                   |

## Ploegen
- 2005 –  Liberty Seguros-Würth Team (stagiair vanaf 1 augustus)
- 2006 –  Astana[a]
- 2007 –  Caisse d'Epargne
- 2008 –  Caisse d'Epargne
- 2009 –  Caisse d'Epargne
- 2010 –  Caisse d'Epargne
- 2011 –  Movistar Team
- 2012 –  Movistar Team
- 2013 –  Movistar Team
- 2014 –  Movistar Team
- 2015 –  Movistar Team
- 2016 –  Movistar Team
- 2017 –  Movistar Team
- 2018 –  Movistar Team
- 2019 –  Movistar Team
- 2020 –  Movistar Team
- 2021 –  Movistar Team
- 2022 –  Movistar Team
- 2023 –  Movistar Team

Andrle ·
Baranowski · 
Barredo · 
Beloki ·
Caruso · 
Contador ·
Davis ·
de Kort ·
Etxebarria ·
Gil ·
González de Galdeano ·
Heras ·
Hernández ·
Hruška ·
Jaksche ·
Kemps ·
Navarro ·
Nozal ·  
Paulinho ·
Ramírez ·
Redondo ·
Ribeiro (tot 30/04) ·
L. L. Sánchez ·
Santos ·
Scarponi ·
Serrano ·
Vicioso ·
Rojas (stagiair) ·
E. Sánchez (stagiair)
Abellán ·
Baranowski · 
Barredo · 
Bazajev ·
Beloki ·
Caruso · 
Contador ·
Davis ·
de Kort ·
Etxebarria ·
Jakovlev ·
Jaksche ·
Kasjetsjkin ·
Kemps ·
Navarro ·
Nozal ·  
A. Osa · 
U. Osa ·
Paulinho ·
Ramírez ·
Redondo ·  
Rojas ·
E. Sánchez ·
L. L. Sánchez ·
Santos ·
Scarponi ·
Serrano ·
Vicioso ·
Vinokoerov
Arroyo ·
Berthou ·
Brard ·
Erviti ·
Fertonani ·
García ·
Gutiérrez ·
Horrach ·
Jefimkin ·
Karpets ·
Lastras ·
López ·
Losada ·
Markov ·
Pereiro ·
A. Pérez ·
F. Pérez ·
Perget ·
Plaza ·
N. Portal ·
S. Portal ·
Reynés ·
Rodríguez ·
Rojas ·
Sánchez ·
Valverde ·
Zaballa ·
Zandio
Arroyo ·
Charteau ·
Coyot ·
Drujon ·
Erviti ·
García ·
Gutiérrez ·
Horrach ·
Karpets ·
Lastras ·
López ·
Losada ·
Moreno ·
Pasamontes ·
Patanchon ·
Pereiro ·
F. Pérez ·
M. Pérez ·
Perget ·
Portal ·
Rodríguez ·
Rojas ·
Rujano ·
Sánchez ·
Urán ·
Valverde ·
Zandio
Amador ·
Arroyo ·
Charteau ·
Costa ·
Coyot ·
Drujon ·
Erviti ·
García ·
Gutiérrez ·
Jeannesson ·
Kiryjenka ·
Lastras ·
López ·
Losada ·
Madrazo ·
Moreno ·
Pasamontes ·
Pereiro ·
F. Pérez ·
M. Pérez ·
Perget ·
Portal ·
Rodríguez ·
Rojas ·
Sánchez ·
Urán ·
Valverde ·
Zandio
Amador ·
Arroyo ·
Bruseghin ·
Cobo ·
Costa ·
Coyot ·
Drujon ·
Erviti ·
García ·
Gutiérrez ·
Jeannesson ·
Kiryjenka ·
Lastras ·
López ·
Losada ·
Madrazo ·
Moreau ·
Pasamontes ·
Pérez ·
Perget ·
Plaza ·
Rojas ·
Sánchez ·
Soler ·
Urán ·
Valverde ·
Zandio
Amador · 
Arroyo · 
Bruseghin ·  
Costa · 
Erviti · 
García · 
Gutiérrez · 
Herrada ·  
Intxausti · 
Iriarte · 
Kiryjenka · 
Konovalovas ·
Lastras · 
López · 
Madrazo · 
Oyarzún · 
Pardilla · 
Pasamontes · 
Pérez ·
Plaza · 
Rojas · 
Samojlaw · 
Sanz · 
Soler · 
Tondó (tot 23/05) ·  
Ventoso
Amador · 
Arroyo · 
Bruseghin · 
Castroviejo ·
Cobo · 
Costa · 
Erviti · 
Gutiérrez · 
Jesús Herrada ·  
José Herrada ·
Intxausti · 
Iriarte · 
Karpets · 
Kiryjenka · 
Konovalovas ·
Lastras · 
López · 
Madrazo · 
Moreno · 
Pardilla · 
Plaza · 
Quintana · 
Rojas · 
Samojlaw · 
Sanz · 
Valverde · 
Ventoso ·
Visconti · 
Angarita (stagiair)
Amador · 
Arroyo · 
Bruseghin · 
Capecchi · 
Castroviejo · 
Cobo · 
Costa  · 
Dowsett · 
Erviti · 
Jesús Herrada · 
José Herrada · 
Gutiérrez · 
Intxausti · 
Karpets · 
Lastras · 
Madrazo · 
Moreno · 
Pardilla · 
Plaza · 
Quintana · 
Rojas · 
Samojlaw · 
Sanz · 
Szmyd · 
Valverde · 
Ventoso · 
Visconti
Amador · Antón · Capecchi · Castroviejo · Dowsett · Erviti · Gadret ·  Gutiérrez · Jesús Herrada · José Herrada · Intxausti · G. Izagirre · J. Izagirre · Lastras · Lobato · Malori · Moreno · Plaza · D. Quintana · N. Quintana · Rojas · Sanz · Sütterlin · Szmyd · Valverde · Ventoso · Visconti
Amador · Anacona · Antón · Capecchi · Castroviejo · Dowsett · Erviti · Fernández · Gadret · Jesús Herrada · José Herrada · Intxausti · G. Izagirre · J. Izagirre · Lastras · Lobato · Malori · Moreno · D. Quintana · N. Quintana · Rojas · Sanz · Soler · Sutherland · Sütterlin · Valverde · Ventoso · Visconti
Amador · Anacona · Arcas · Betancur · Castroviejo   · Dowsett · Erviti · Fernández · Jesús Herrada · José Herrada · G. Izagirre · J. Izagirre · Lobato · Malori · D. Moreno · J. Moreno · Oliveira · Pedrero · D. Quintana · N. Quintana · Rojas · Soler · Sutherland · Sütterlin · Valverde · Ventoso · Visconti  · Carapaz (stagiair)
Amador · Anacona · Arcas · Barbero · Bennati · Betancur · Bico · Carapaz · Carretero · Castroviejo   · de la Parte · Dowsett · Erviti · Fernández · Jesús Herrada · José Herrada · Izagirre · Malori · Moreno · Oliveira · Pedrero · D. Quintana · N. Quintana · Rojas · Soler · Sutherland · Sütterlin · Valverde
Amador · Anacona · Arcas · Barbero · Bennati · Betancur · Bico · Carapaz · Carretero · Castrillo · de la Parte · Erviti · Fernández · Landa · Oliveira · Pedrero · D. Quintana · N. Quintana · Rojas · Rosón · Sepúlveda · Soler · Sütterlin · Valls · Valverde 
Amador · Anacona · Arcas · Barbero · Bennati · Betancur · Carapaz · Carretero · Castrillo · Erviti · Fernández · Landa · Mas · Oliveira · Pedrero · Prades · Quintana · Roelandts · Rojas · Rosón · Sepúlveda · Soler · Sütterlin · Valls · 
Valverde  · Verona
Alba · Arcas · Betancur (tot 31/08) · Carretero · Cataldo · Cullaigh · Elosegui · Erviti · Hollmann · Jacobs · Jorgenson · E. Mas · L. Mas · Mora · Norsgaard · Oliveira · Pedrero · Prades · Roelandts · Rojas · Rubio · Samitier · Sepúlveda · Soler · Torres · Valverde · Verona · Villella
Alba · Arcas · Carretero · Cataldo · Cullaigh · Elosegui · Erviti · García · González ·  Hollmann · Jacobs · Jorgenson · López (tot 1/10) · E. Mas · L. Mas · Mora · Mühlberger · Norsgaard · Oliveira · Pedrero · Rojas · Rubio · Samitier · Serrano · Soler · Torres · Valverde · Verona · Villella
Aranburu · Arcas · Barta · Elosegui · Erviti · García · González · Hollmann · Izagirre · Jacobs · Jorgenson · Kanter · Lazkano · E. Mas · L. Mas · Mühlberger · Norsgaard · Oliveira · Pedrero · Rangel Costa · Rodríguez · Rojas · Rubio · Samitier · Serrano · Sosa · Torres · Valverde · Verona
Aranburu · Arcas · Barta · Erviti · García · Gaviria · González · Guerreiro · Hollmann · Izagirre · Jacobs · Jorgenson · Kanter · Lazkano · E. Mas · L. Mas · Mühlberger · Norsgaard · Oliveira · Pedrero · Rangel Costa · Rodríguez · Rojas · Romeo · Rubio · Samitier · Serrano · Sosa · Torres · Verona